# États-Unis-France en rugby à XV
Cet article retrace les confrontations entre l'Équipe des États-Unis de rugby à XV et l'Équipe de France de rugby à XV. Les deux équipes se sont affrontées à neuf reprises dont deux fois en Coupe du monde et deux fois aux Jeux olympiques. Les Américains ont remporté deux rencontres contre sept pour les Français.

## Historique
Les deux équipes se sont rencontrées à trois reprises dans les années 1920 dont deux finales des Jeux olympiques remportées par les Américains. Le quatrième match est un test en 1976 remporté par les Français. Il faut ensuite attendre les années 90 pour voir les deux équipes s'affronter de nouveau en test matches et une fois pour un match de poule de la Coupe du monde en Australie.

## Confrontations
| No | Date             | Lieu                                                   | Match               | Score   | Compétition              |
| -- | ---------------- | ------------------------------------------------------ | ------------------- | ------- | ------------------------ |
| 1  | 5 septembre 1920 | Stade olympique, Anvers Belgique                       | France – États-Unis | 0 – 8   | Jeux olympiques (finale) |
| 2  | 10 octobre 1920  | Stade de Colombes, Colombes France                     | France – États-Unis | 14 – 5  | Test match               |
| 3  | 18 mai 1924      | Stade de Colombes, Colombes France                     | France – États-Unis | 3 – 17  | Jeux olympiques (finale) |
| 4  | 12 juin 1976     | New Trier West High School Stadium, Chicago États-Unis | États-Unis – France | 14 – 33 | Test match               |
| 5  | 13 juillet 1991  | Observatory Park, Denver États-Unis                    | États-Unis – France | 9 – 41  | Test match               |
| 6  | 20 juillet 1991  | Colorado Springs États-Unis                            | États-Unis – France | 3 – 10  | Test match               |
| 7  | 31 octobre 2003  | WIN Stadium, Wollongong Australie                      | France – États-Unis | 41 – 14 | Coupe du monde (poule B) |
| 8  | 3 juillet 2004   | Dillon Stadium, Hartford États-Unis                    | États-Unis – France | 31 – 39 | Test match               |
| 9  | 2 octobre 2019   | Fukuoka Hakatanomori Stadium, Fukuoka Japon            | États-Unis – France | 9 – 33  | Coupe du monde (Poule C) |